# Jens Schoor
Jens Schoor, né le 27 avril 1987 à Coblence, est un joueur professionnel de squash représentant l'Allemagne. Il atteint en mars 2015 la 60e place mondiale sur le circuit international, son meilleur classement. Il est de multiples fois finaliste du Championnats d'Allemagne face à Simon Rösner, inamovible champion de 2007 à 2017.

## Biographie
En 2016, il se qualifie pour les championnats du monde où il bat la tête de série no 13 Ryan Cuskelly.